# 2-Hydroxybenzamid
2-Hydroxybenzamid (auch Salicylamid) ist eine chemische Verbindung aus der Gruppe der substituierten Phenole.

## Gewinnung und Darstellung
2-Hydroxybenzamid kann durch Ammonolyse von Methylsalicylat gewonnen werden. Eine Vorschrift zur Umsetzung bei geringem Überdruck, zum Beispiel im Praktikum, findet sich in der Literatur.

## Eigenschaften
2-Hydroxybenzamid ist ein brennbarer, schwer entzündbarer, kristalliner, weißer bis gelblicher Feststoff. Er besitzt eine monokline Kristallstruktur mit der Raumgruppe C2/c (Raumgruppen-Nr. 15). Bei hohem Druck sind auch noch andere Kristallstrukturen bekannt.

## Verwendung
2-Hydroxybenzamid wird in Kombination mit Aspirin und Koffein in den rezeptfreien Schmerzmitteln eingesetzt. Es wird sowohl als Analgetikum als auch als Antipyretikum eingesetzt. In Lösung in Ethanol dient es auch als Metallochromindikator in der Detektion von Eisen(III). Es besitzt nur geringe antirheumatische Wirkung. Salicylamid wird im Organismus zu 20 % in Gentisinamid umgewandelt. 70 % des Salicylsäurederivats werden an Glucuronsäure gekoppelt im Urin ausgeschieden. Als erstes Salicylamid-Präparat wurde 1949 Salicylamid Pharmazell von der Raublinger Firma Pharmazell zur Behandlung rheumatischer Erkrankungen in die Klinik eingeführt. Die Münchener Romigal-Arzneimittelgesellschaft bewarb 1953 eine in Tablettenform angebotene Salicylamid-Kombination Romigal (mit Phenacetin und Coffein) gegen Rheuma, Neuralgien, Ischias und Neuritiden, die Münchener Permicutan-Gesellschaft eine Kombination aus Benzocain und Salicylamid zur perkutanen Schmerzbekämpfung.